# Volvo 440/460
Les Volvo 440 et 460 sont des berlines compacte produites par le constructeur suédois Volvo. Elles étaient produites dans l'usine NedCar (ancienne usine DAF) aux Pays-Bas entre 1988 et 1996.
La 440 était dotée d'une carrosserie berline 5 portes avec hayon alors que la 460 était une berline 4 portes. Elles partageait de nombreux éléments avec la 480 dont la base mécanique, les suspensions, les boîtes de vitesses...

## Création
Les 440/460 ont été conçus pour remplacer les dernières Volvo d'origine DAF, les 340/360. Comme souvent chez Volvo, ces dernières continuaient à être produites en même temps que les nouvelles.
Trois moteurs étaient disponibles au catalogue de la 440 en 1988. Il s'agissait des « moteurs F » 4 cylindres d'origine Renault apparu sur les Renault 9 et Renault 11, partagés avec la 480 et la Renault 19 : le 1,7 litre décliné en 90 ch, 109 ch et 120 ch en version Turbo. Les finitions étaient DL, GL, GLE, GLT et Turbo. Ces deux dernières disposaient de l'ABS de série. Tous les modèles sont couplés avec une boîte manuelle à 5 rapports, ou en option une automatique 4 rapports d'origine ZF ou une CVT, dérivée de la Variomatic DAF.

## Historique
En 1989 est apparue la nouvelle carrosserie tricorps de la 440, la 460. Elle a repris les moteurs et finitions de la 440.
En 1993 est apparu une déclinaison d'entrée de gamme du 4 cylindres 1,7 litre Renault développant 80 ch et disponible avec une nouvelle finition d'entrée de gamme nommée Greyline.

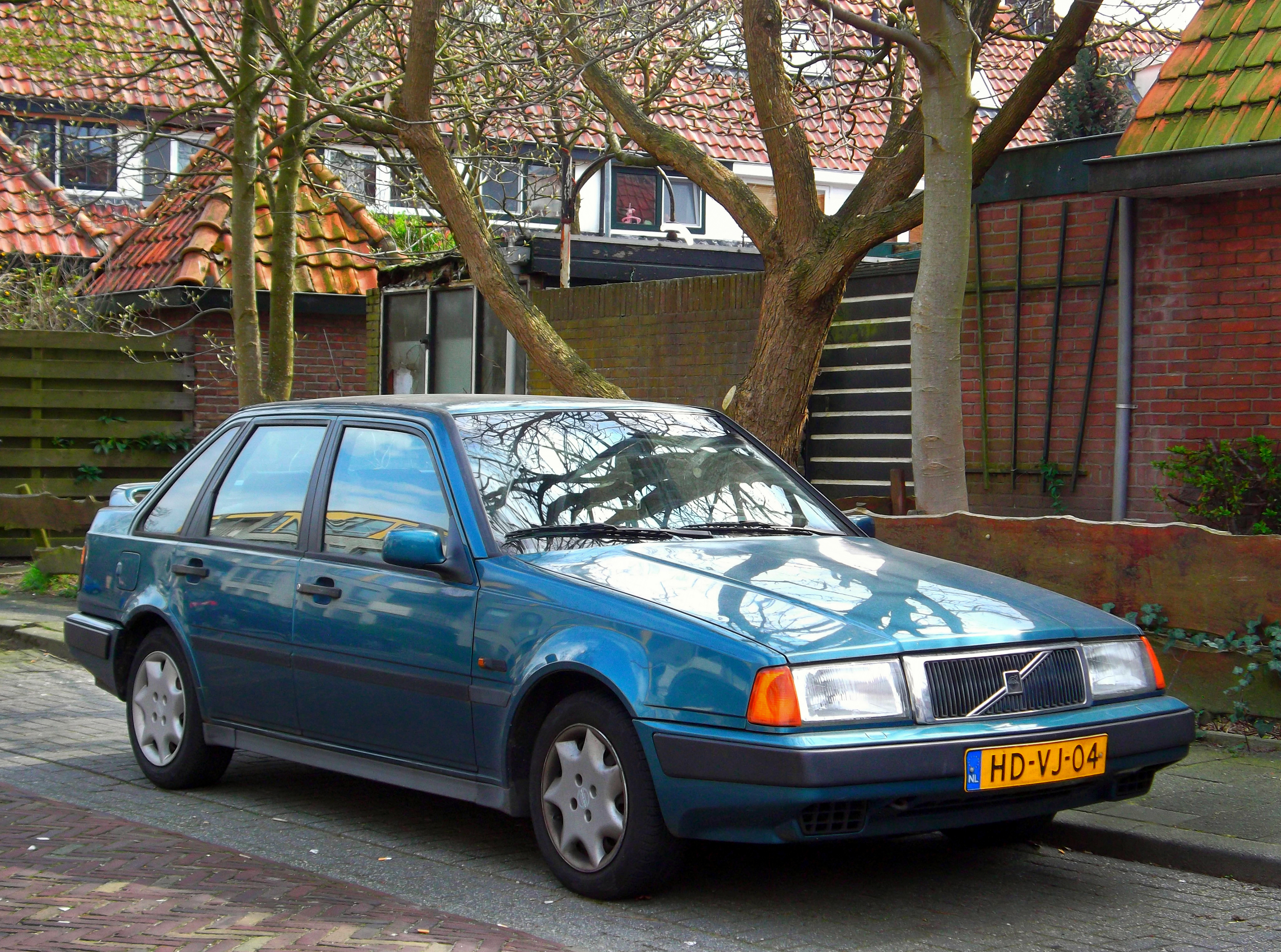
Volvo 440 (1988 - 1993)
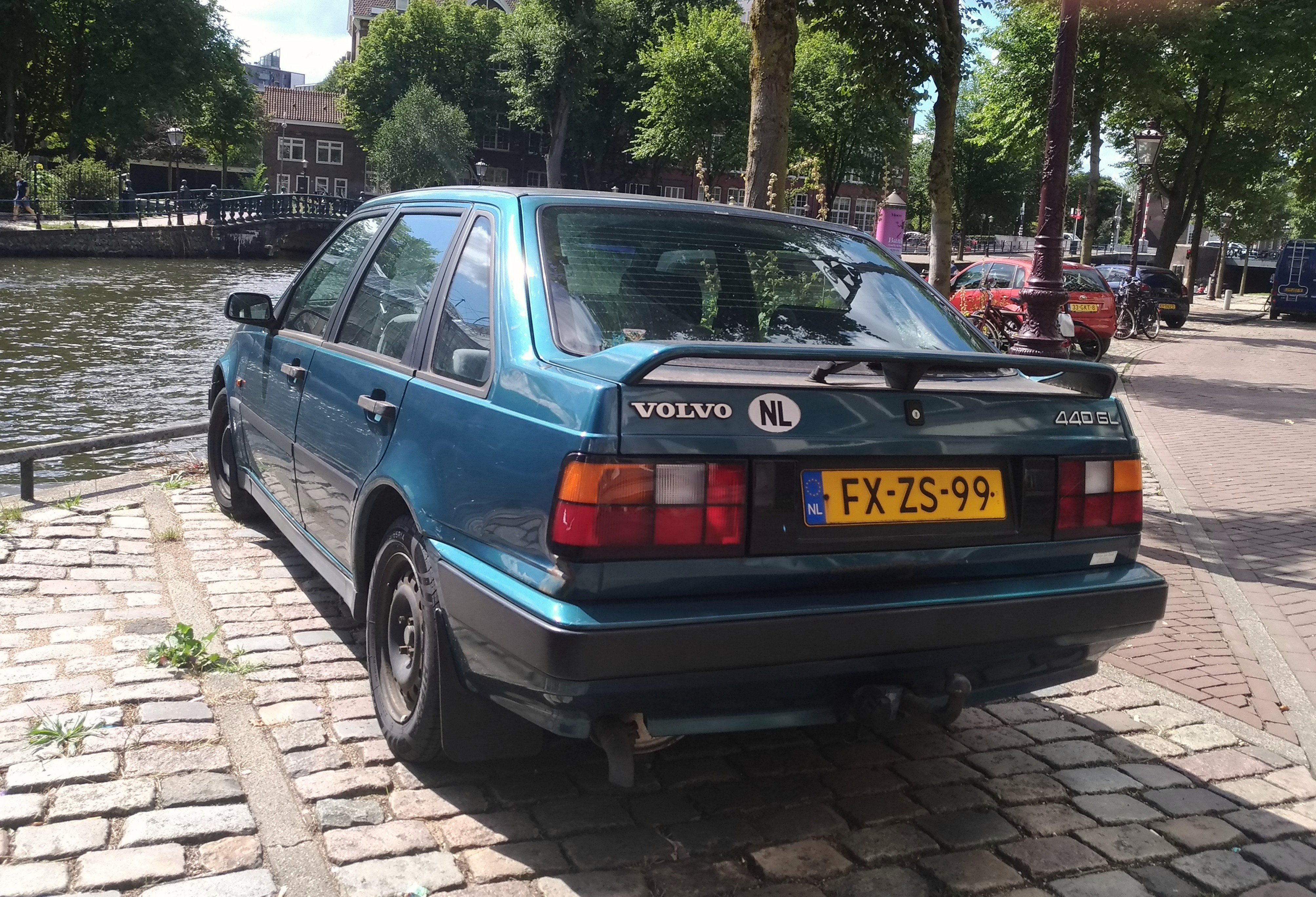
Volvo 440 (1988 - 1993)
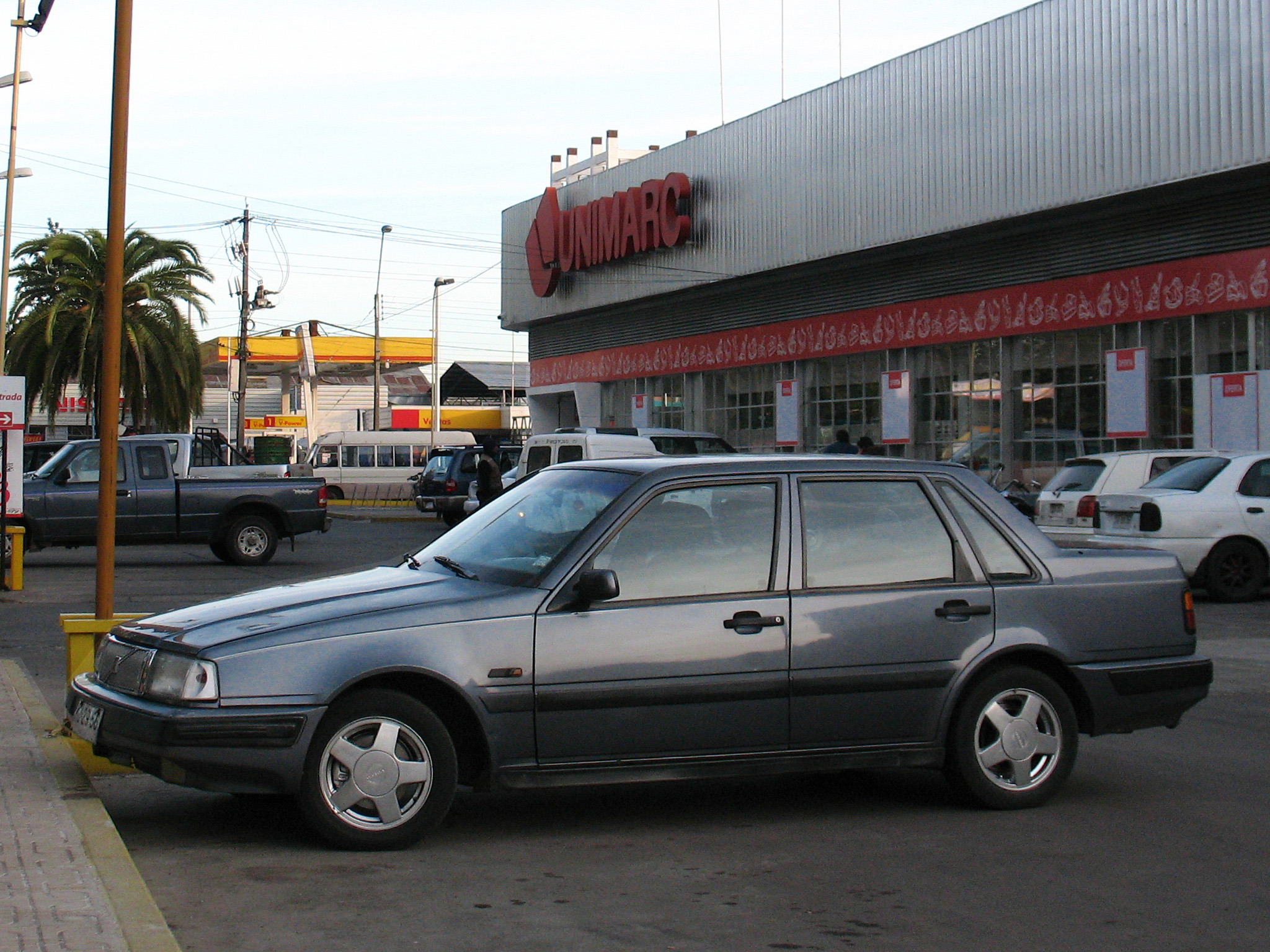
Volvo 460 (1989 - 1993)

### Restylage (1993 - 1996)
À l'automne 1993, le duo 440/460 a subi un lifting de la face avant, désormais plus proche de celle de la 850. Nouvelle calandre, nouveaux phares, nouveaux pare-chocs et à l'arrière de nouveaux feux et de nouveaux pare-chocs. Une nouvelle planche de bord est le principal changement à l'intérieur de l'auto.
Sous le capot, du changement a lieu : les versions 80 et 90 ch du 1,7 litre Renault sont remplacées par un nouveau 1,6 litre développant 83 ch ; un 2,0 litres de 110 ch remplace la déclinaison 109 ch du 1,7 litre et on note l'arrivée d'un « moteur F » turbo diesel d'origine Renault: 1,9 litre développant 90 ch. De nouvelles finitions base, S, SE, GLT et CD est à noter.
En 1995, le 1,6 litre est abandonné, remplacé par un 1,8 litre de 90 ch.
La production s'arrête en 1996. Au total, 460 822 exemplaires de la 440 ont été produites et 238 401 de la 460.

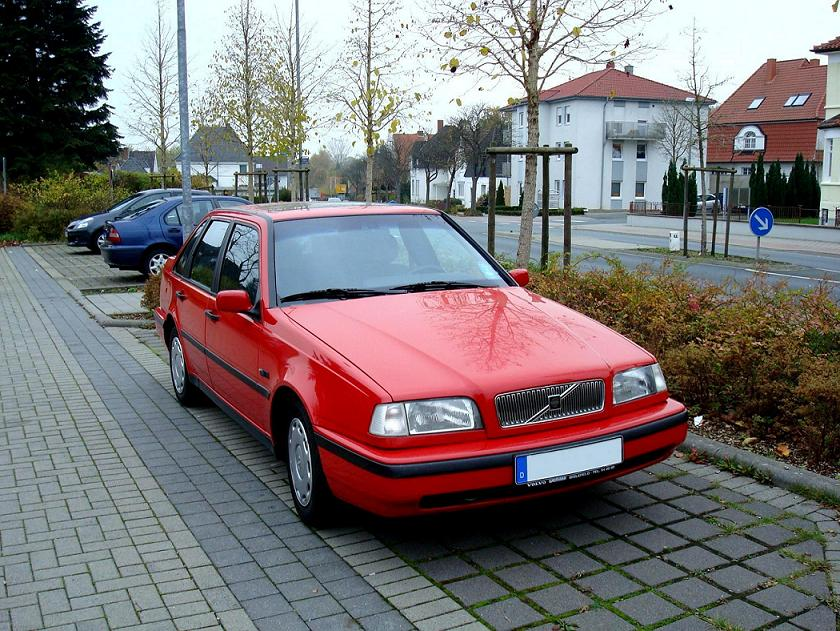
Volvo 440 (1993 - 1996)
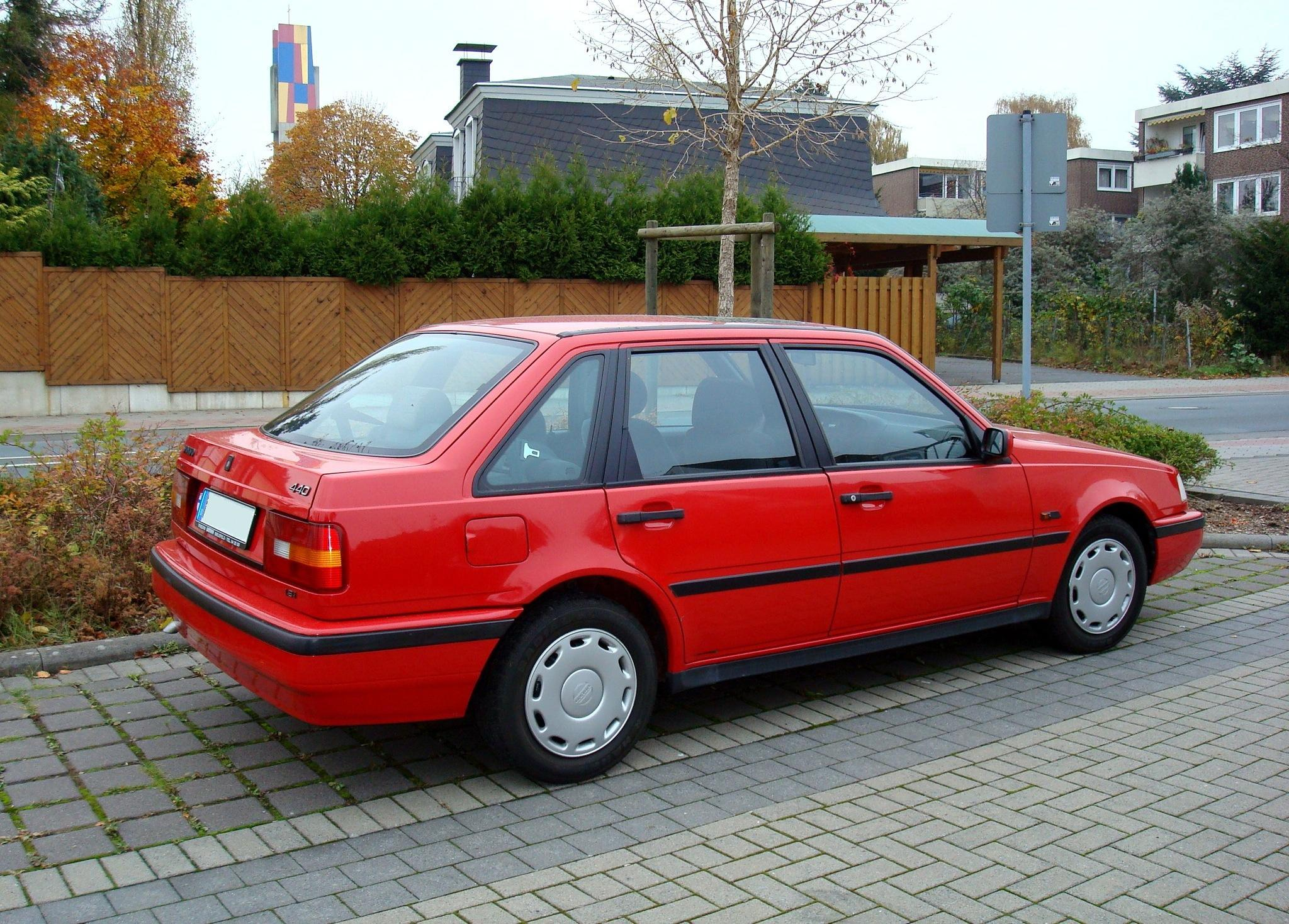
Volvo 440 (1993 - 1996)
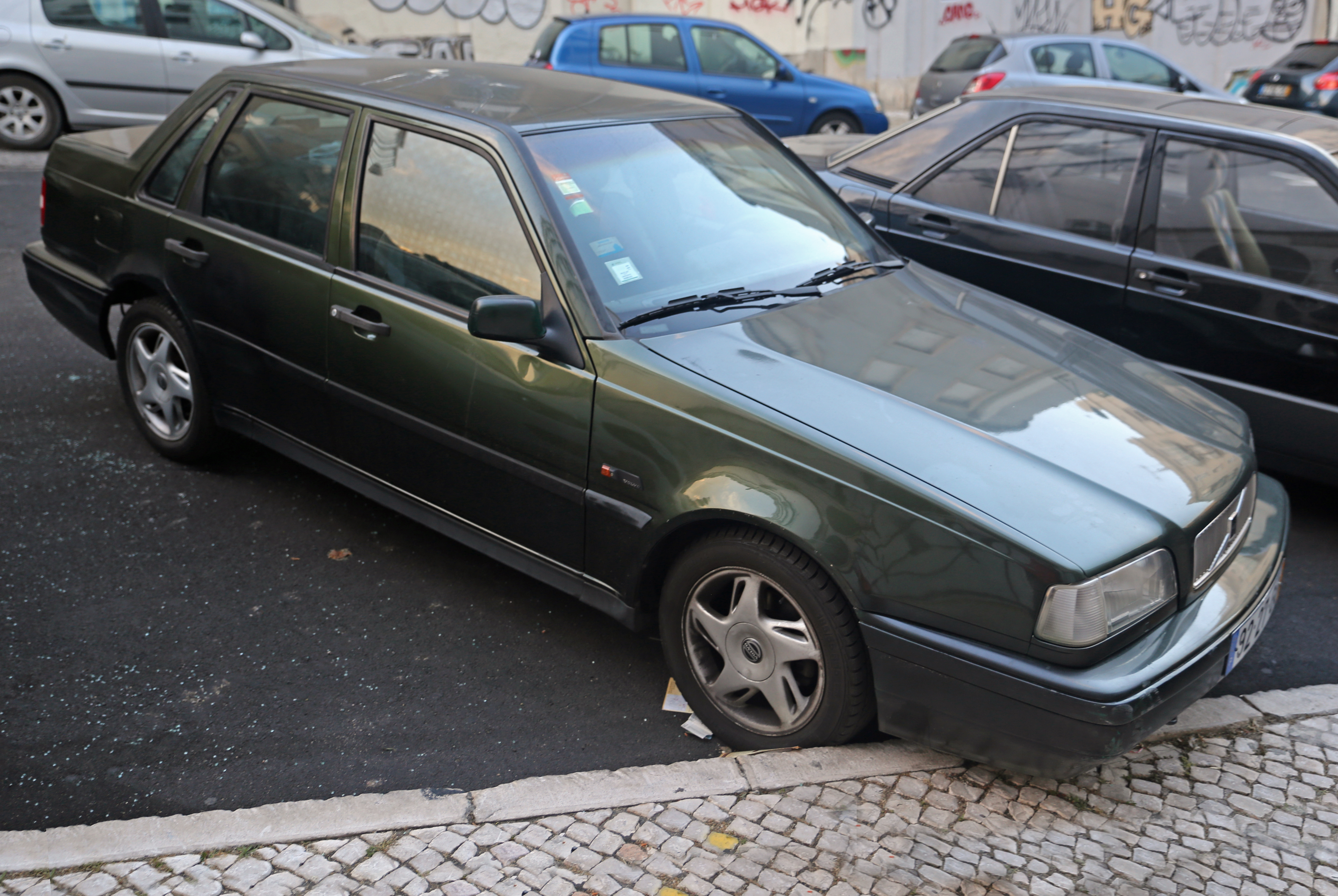
Volvo 460 (1993 - 1996)
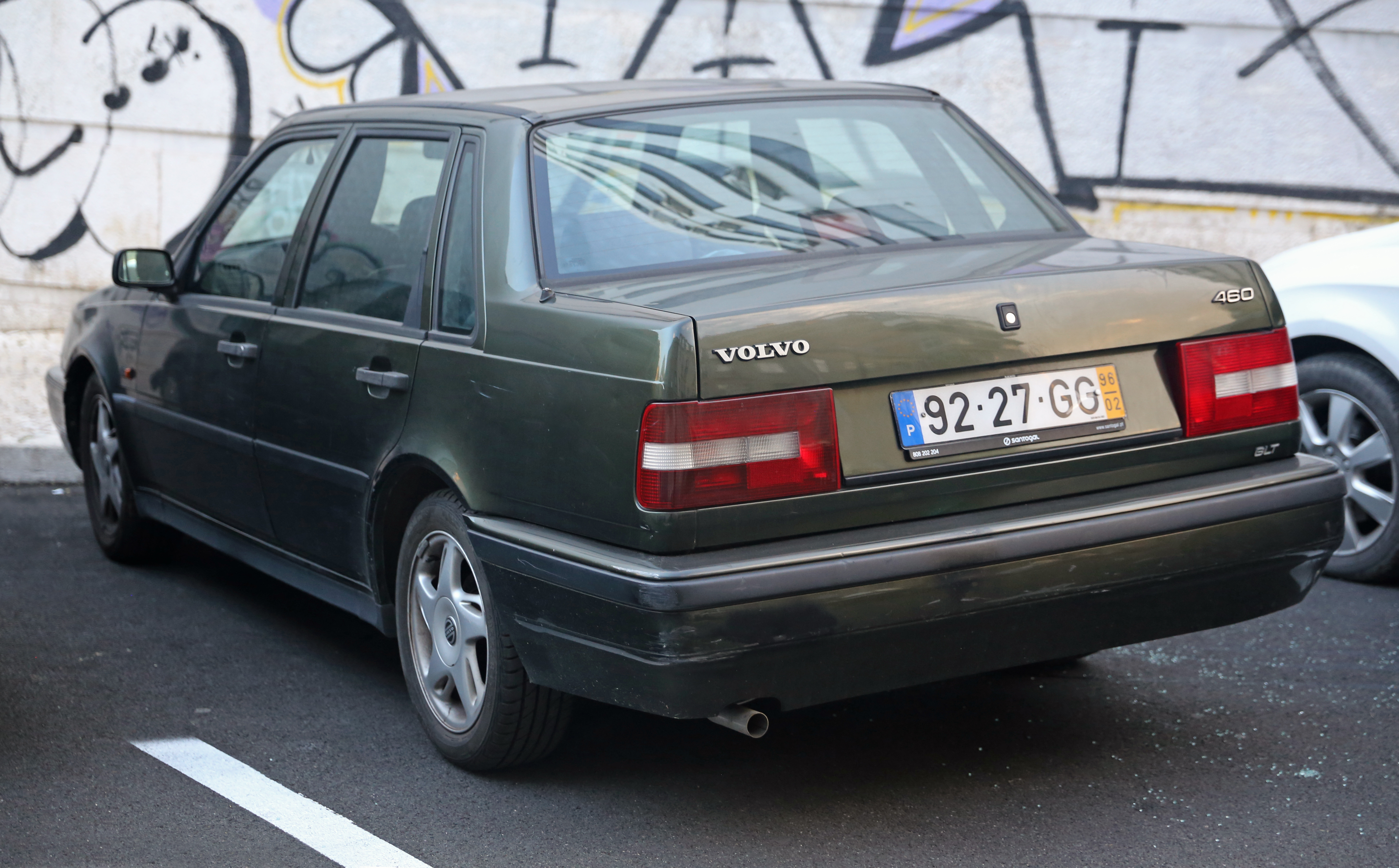
Volvo 460 (1993 - 1996)

### Autres
Le carrossier belge ATC a produit un kit de conversion pour transformer la 440 en break. Selon ATC, environ 200 kits ont été produits dont 150 à destination du marché allemand et le reste principalement pour les Pays-Bas. ATC avait notamment produit quelques exemplaires de la 480 cabriolet.

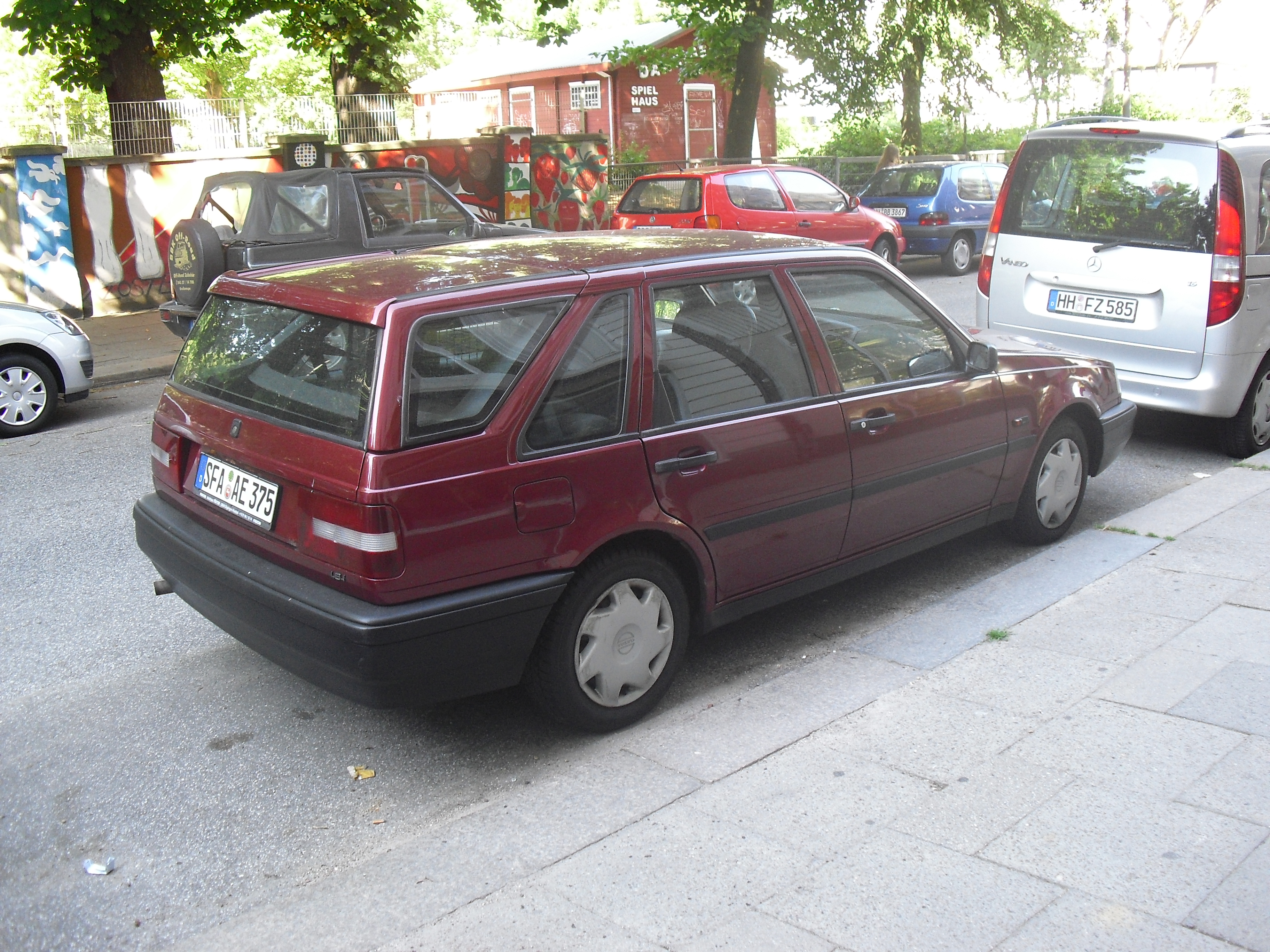
Volvo 440 ATC